# ペリシテ人による聖櫃奪取
ペリシテ人による聖櫃奪取（ペリシテびとによるせいひつだっしゅ）は、旧約聖書の『サムエル記』に記述される、ペリシテ人がイスラエルから契約の箱を奪った出来事である。

## 概要

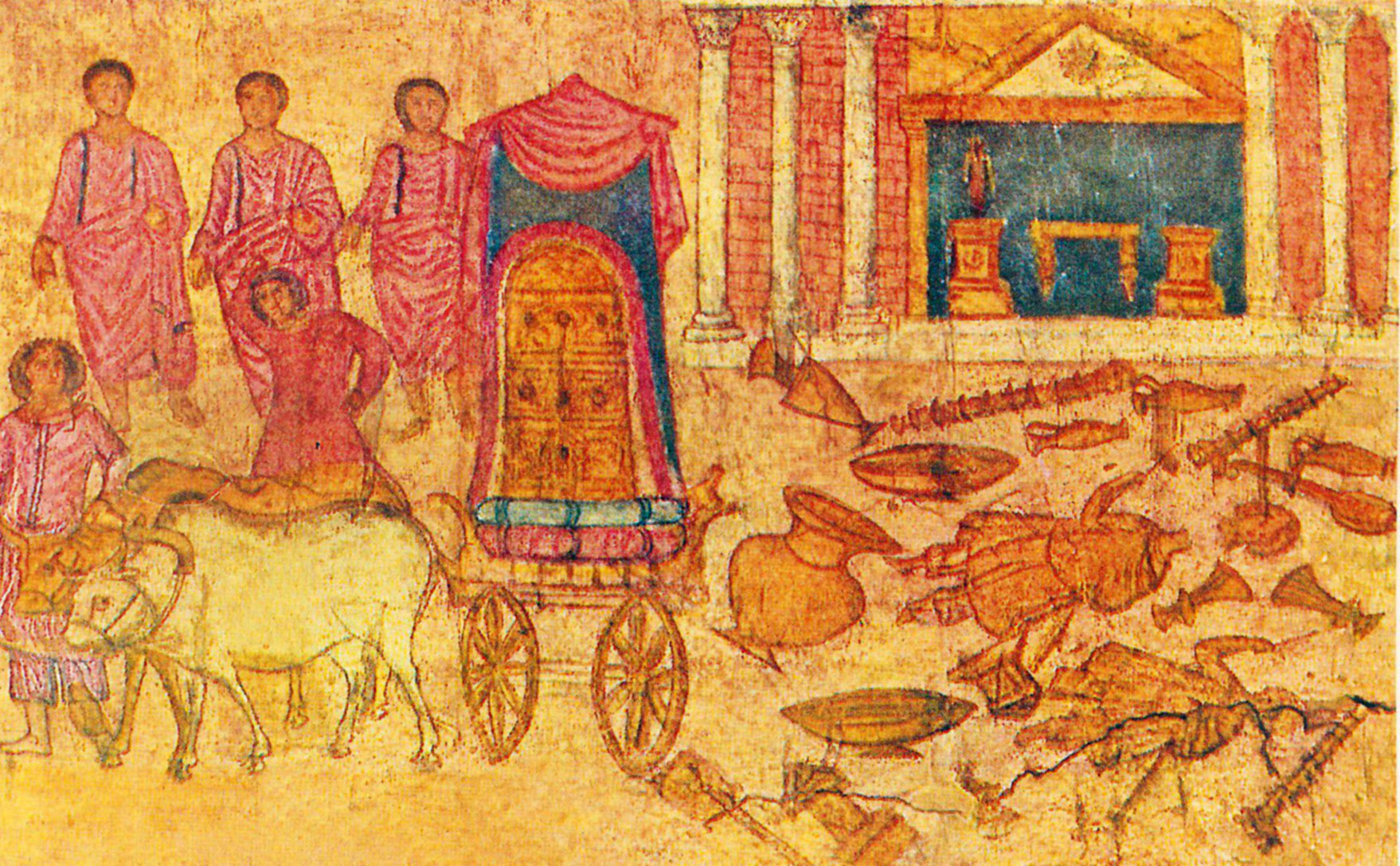
ドゥラ・エウロポス・シナゴーグにある、ペリシテ人による聖櫃奪取のフレスコ画。

戦いの前、イスラエルはエベン・エゼルで、ペリシテ人はアフェク（おそらくアンティパトリス）で陣営を張っていた。エベン・エゼルとアフェクの間で起きた戦いでイスラエルは負け、契約の箱はペリシテ人に奪われた。
契約の箱はシロの神殿にあったが、戦いの勝利を願うために陣地に持ちだされた。しかし、イスラエルは大祭司エリの息子であるホフニとピネハスが殺され、契約の箱が奪われるという大きな敗北を経験した。契約の箱が奪われたという知らせは、それを聞いたエリが座から転げ落ちて死に、ピネハスの妻が生まれた子にイカボド（ヘブライ語で「栄光は何処に」）と名付け、その後死ぬほど大きな衝撃であった。

## 奪取後

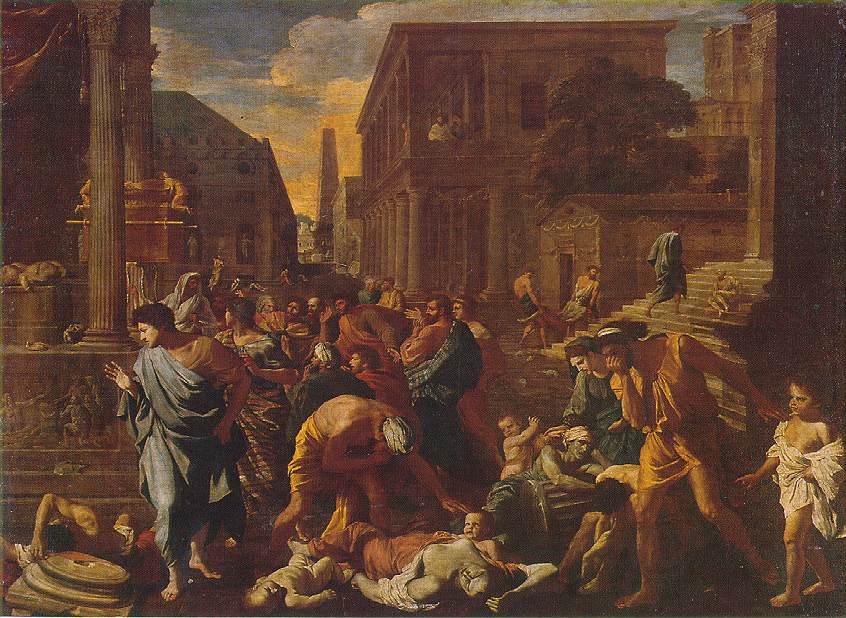
ニコラ・プッサンによる『アシドドのペスト』。

ペリシテ人の街アシュドッドにおいて、契約の箱がダゴンの神殿にあったとき、ダゴンの像が契約の箱の前にうつむきに倒れているのがその日の翌朝に見つけられた。それから、ダゴンの像が元の位置に置かれたあと、さらにその日の翌朝にダゴンの像が再度契約の箱のまえにうつむきに倒れているのが見つけられ、このときは像の頭部及び腕部が破壊されていた。
契約の箱は、それ受け取ったそれぞれの街にいる人々を腫物で苦しめたため、ペリシテ人は契約の箱を彼らの領土にあるアシュドッド、ガザ、エクロンの街に移動させなければならなかった。この疫病は、「主の手」によるものであると説明されている。A.スティラップは、アシドドにおける腫物、その後に契約の箱を受け入れたガザにおける腫物と非常な騒ぎ、さらにその後に契約の箱を受け入れたエクロンにおける恐ろしい騒ぎとそれで死なない人に対する腫物、というように時間が経つにつれて契約の箱による災いの程度が増していることから「罰の厳しさは時が過ぎるにつれて増す」ことを指摘している。
それから、ペリシテ人はどのようにこの疫病を終わらせるかということに関するペリシテ人の占い師の助言に従って、ペリシテ人の5人の支配者を意味する5つの金の腫物と5つの金のねずみの像をイスラエルの神に対する罪の供え物として作った。それから彼らは金の供え物を契約の箱と一緒に車に載せ、くびきを付けたことがない2頭の牛にその車を引かせた。契約の箱は、後に久しくとどまることになるキルヤト・エアリムにある家で発見される前にベト・シェメシュで停まった。

## 解釈
契約の箱の奪取に関するこの話には、サムエルの名が現れない。ビル・アーノルドは、このことは「契約の箱の力を讃えるため」であると言う 。複数の学者は、サムエル記上 4章から6章とサムエル記下 6章の記述をまとめて、ダビデの立身、あるいはさらにさかのぼって申命記に記述される歴史に合流する古い起源を表わしていると考えている。
ロバート・アルターは、サムエル記上 4:22は「Glory is exiled from Israel （栄光はイスラエルから追放された）」と訳されるべきであり、ペリシテ人による聖櫃奪取は流罪の一種であると主張している 。ピーター・ライトハートは、このときイスラエル人は流罪に値したが、契約の箱がかわりに追放された、つまり「神は（契約の箱、あるいは栄光を）追放し、神の民族に対する契約の呪いを引き受け、追放している間に神はペリシテ人と戦い、ペリシテ人の神々を負かした」と言う。また、ライトハートはペリシテ人による聖櫃奪取と出エジプト記に記述される十の災いの間に多くの共通点があることを見つけた。契約の箱は疫病を引き起こし、ペリシテ人の神々をおとしめ、宝物の全てを返却させた。実際に、ペリシテ人の占い師はサムエル記上 6:6において出エジプトの際の災いに言及している。